# Guo Chun
Guo Chun (xinès simplificat: 郭纯; xinès tradicional: 郭純; pinyin: Guō Chún) fou un pintor xinès que va viure sota la dinastia Ming. Va néixer el 1370 a Yongjia província de Zhejiang i va morir el 1444. Va residir a Nanjing i a Pequín, la nova capital. Fou un pintor de la cort que va destacar per la seva pintura de paisatges. Va continuar amb la tradició del “paisatge blau-verd”.